# KF Erzeni Shijak

Der Verein ist auch unter diesem Logo bekannt

Klubi Futbollit Erzeni Shijak ist ein albanischer Fußballverein aus der Stadt Shijak, der im Jahre 1931 gegründet wurde und an der albanischen Superliga 1946 zum ersten Mal teilnahm. In der Saison 2010/11 spielte der Verein in der von der Federata Shqiptare e Futbollit ausgetragenen Meisterschaft in der dritthöchsten Liga, der Kategoria e dytë. In der Saison 2022/23 spielt man wieder in der höchsten albanischen Klasse, in der Kategoria Superiore.

## Geschichte
Schon 1933 war der Verein unter dem Namen Erzeni bekannt, benannt nach dem gleichnamigen Fluss. 1947 wurde er in 8 Nëntori (8. November) umbenannt. 1950 wurde der Name wieder mit der Stadt Shijak verbunden, sowie Klubi Sportiv hinzugefügt - kurz KS Shijak. Ein Jahr später wurde daraus Pune (Arbeit). Im Jahr 1958 veränderte man den Namen zum bisher letzten Mal, er heißt bis heute KF Erzeni Shijak.
In den 1940er Jahren und zu Beginn der 1950er sowie in den 1960er Jahren spielte der Verein gelegentlich in der höchsten Liga. In der Saison 2021/22 gelang dem Verein erstmals seit rund 55 Jahren der Aufstieg in die Kategoria Superiore.

## Stadion
Seine Heimspiele trägt der Verein im Stadiumi Tofik Jashari in Shijak aus. Das Stadion hat ein Fassungsvermögen von 4000 Zuschauern.

## Trainerchronik
| Trainer           | Nation   | von              | bis                |
| ----------------- | -------- | ---------------- | ------------------ |
| Stavri Nica       | Albanien | 2. Juli 2015     | 20. Dezember 2015  |
| Dorian Bubeqi     | Albanien | 1. Juli 2016     | 31. Dezember 2017  |
| Gentian Stojku    | Albanien | 24. Januar 2018  | 18. Februar 2019   |
| Gentian Begeja    | Albanien | 19. Februar 2019 | 30. September 2019 |
| Vladimir Gjoni    | Albanien | 1. Oktober 2019  | 31. Dezember 2019  |
| Stavri Nica       | Albanien | 1. Januar 2020   | 9. Februar 2020    |
| Dorian Bubeqi     | Albanien | 11. Februar 2020 | 30. Juni 2021      |
| Nevil Dede        | Albanien | 1. Juli 2021     | 30. Juni 2022      |
| Xhevahir Kapllani | Albanien | 6. Juli 2022     | 19. Mai 2023       |
| Alfred Deliallisi | Albanien | 20. Mai 2023     | heute              |